# Wilfried Krätzschmar
Wilfried Krätzschmar   (Dresden, 23 de març de 1944) és un compositor alemany
Krätzschmar va rebre lliçons de piano des de 1952. Després de graduar-se a l'escola secundària Reick, va estudiar composició amb Johannes Paul Thilman, piano amb Wolfgang Plehn i direcció amb Klaus Zoephel a la Universitat de Música de Dresden de 1962 a 1968. El 1963 va dirigir un cor de trombons a Dresden. Del 1968 al 1969, va assumir la direcció de música teatral al Teatre Meiningen. Passat aquest temps va tornar a l'Acadèmia de Música de Dresden com a aspirant de Fritz Geißler. El 1975 es va fer càrrec artísticament del centre per a la promoció de joves compositors al districte de Dresden. El 1988 va ser nomenat professor associat a Dresden. Del 1991 al 2003 va ser rector de la Dresden University of Music i del 1992 al 2009 professor titular de composició. El 2003 va ser nomenat president del "Saxon Music Council". Del 2011 al 2014 Krätzschmar va ser vicepresident i del 2014 al 2017 president de l'Acadèmia Saxona de les Arts. Viu a Dresden.

## Premis
- 1971 Premi promocional del concurs Carl Maria von Weber
- 1972 i 1973 subvenció Mendelssohn del Ministeri de Cultura
- 1979 preu de Hans-Stieber d'Union Hall de Compositors
- 1980 Premi Hanns Eisler de difusió de la RDA
- Premi d'Art Dresden City 1985
- 1986 Premi d'Art GDR
- Premi de la crítica de les Jornades de música de GDR
- 2012 Placa de Johann Walter del Saxon Music Council

Van ser alumnes seus: Michael Flade, Arnulf Herrmann, Caspar René Hirschfeld, Alexander Keuk, Ekkehard Klemm, Uwe Krause, Rolf Thomas Lorenz, Christian Munch, Theodor Schubach i Sylke Zimpel entre d'altres.